# Oddział Lotniczy Armii Halickiej
Oddział Lotniczy Armii Halickiej – jedyna jednostka lotnicza Armii Halickiej, zorganizowana na początku grudnia 1918 na lotnisku Krasne.
Dowódcą jednostki mianowano pilota – porucznika Petra Frankę. Jednostka podlegała bezpośrednio Państwowemu Sekretarzowi Spraw Wojskowych ZURL.
Podstawą tworzonej jednostki był 3 Odeski Dywizjon Lotniczy (6 samolotów), utworzony przez władze Państwa Ukraińskiego i przysłany na zachodnią Ukrainę. Oprócz 6 pilotów przybyła również ekipa techniczna licząca 15 żołnierzy. W Dywizjonie oprócz 5 przestarzałych samolotów rozpoznawczych znajdował się również jeden myśliwiec Nieuport 17.

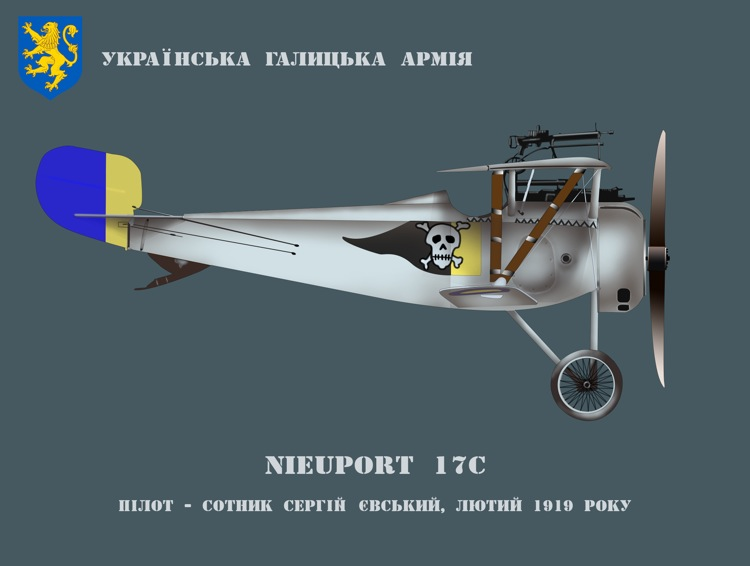
Myśliwiec Nieuport 17 w barwach Armii Halickiej

Przejmując sprzęt pozostawiony przez armię austro-węgierską, jednostka do lutego 1919 została rozbudowana do 2 kompanii lotniczych i 1 remontowej:
- 1 Polowa Sotnia Lotnicza – dysponowała 3 samolotami Hansa-Brandenburg B.I i 1 samolotem Lloyd C.II (i 3 samolotami w naprawie)
- 2 Polowa Sotnia Lotnicza – dysponowała 4 samolotami Nieuport 17
- 3 Sotnia Naprawcza

W sumie jednostka w lutym 1919 liczyła 394 żołnierzy i oficerów, 11 samolotów, 3 konie, 2 samochody ciężarowe, 1 reflektor lotniczy i 15 karabinów maszynowych. W marcu liczba samolotów spadła wskutek strat do 3 samolotów sprawnych i 7 w naprawie.
Pod koniec marca 1919 jednostka otrzymała pomoc od Ukraińskiej Republiki Ludowej w postaci 60 samolotów, jednak większość nich okazała się niesprawna. Przysłano również dywizjon balonowy (4 balony obserwacyjne).
24 kwietnia 1919 Państwowy Sekretariat Spraw Wojskowych zdecydował o utworzeniu Floty Powietrznej Zachodnich Okręgów Ukraińskiej Republiki Ludowej, której inspektorem został mjr Jewhen Puza. Flota składała się z następujących jednostek:
- 1 Polowa Sotnia Lotnicza – dowódca por. Antin Chruszcz, lotnisko Duliby koło Stryja
- 2 Polowa Sotnia Lotnicza – dowódca Dżan Bułat Kanukow, lotnisko Krasne
- 3 Polowa Sotnia lotnicza – dowódca Nykander Załoznyj, lotnisko Tarnopol
- 1 Dywizjon Balonowy – sztab i oddział techniczny w Stryju, pododdziały balonowe w Rogoźnie i Starym Siole
- Kosz Lotniczy (oddziały zapasowe) – lotnisko Krasne
- Szkoła pilotów i obserwatorów (Stanisławów)
- Warsztaty naprawcze (Stanisławów, Krasne)

Przypuszczalnie Flota liczyła maksymalnie 50 samolotów, w tym kilkanaście sprawnych.
Samoloty Floty Powietrznej Armii Halickiej oznaczone były na skrzydłach dwoma współśrodkowymi kręgami (w środku żółty, na zewnątrz niebieski). Na kadłubach malowano czaszkę i skrzyżowane kości barwy białej.